# Bruno Klimek
Bruno Klimek (* 1958 in Stuttgart) ist ein deutscher Schauspiel- und Opernregisseur, Bühnenbildner, Schriftsteller, Bildender Künstler und Hochschullehrer.

## Leben
Klimek wuchs in Tübingen und Rottenburg am Neckar auf. Den Weg ans Theater schlug er schon im katholischen Kindergarten ein, als er im Alter von sieben Jahren seine erste Hauptrolle spielte. Die Leidenschaft fürs Theater soll daher rühren, dass seine Eltern sich bei einer Laienspielgruppe in Tübingen kennenlernten. 1977 machte er sein Abitur am Uhland-Gymnasium in Tübingen und erhielt den Scheffelpreis.
Von 1976 bis 1979, also noch während seiner Schulzeit und parallel zum Abitur, arbeitete er am Zimmertheater Tübingen (Intendanz: Helfrid Foron) als Bühnentechniker, Beleuchter, Tontechniker, Schreiner, Kascheur, Requisiteur, Inspizient, Regieassistent etc., lernte das Theaterhandwerk also „von der Pike auf“. Anschließend war er als Regieassistent engagiert in München und am Schauspielhaus Bochum (als Mitarbeiter an der Uraufführung von Ulrike Meinhofs Theaterstück Bambule unter dem weniger provokanten Titel Fürsorgezöglinge).
1980 verfasste und veröffentlichte er sein erstes Hörspiel Septembergeschichten, das als Produktion des BR unter der Regie von Bernd Lau gesendet wurde. Sprecher waren Ulrike Bliefert und Siemen Rühaak.
Von 1980 bis 1985 wurde er als Regieassistent und Regisseur am Theater in Nürnberg engagiert. In Zusammenarbeit mit sehr unterschiedlichen Regisseuren wie Jerzy Jarocki, Hans Peter Cloos, Raymund Richter u. a., vor allem jedoch in der Arbeit mit seinem Schauspieldirektor Hansjörg Utzerath lernte er den Beruf des Theaterregisseurs. 1982 hatte seine erste eigene Inszenierung Premiere: Stephen Poliakoffs Strawberry Fields. Weitere Inszenierungen folgten u. a.: Franz Xaver Kroetz Nicht Fisch nicht Fleisch, Botho Strauß Kalldewey.Farce. In München und Münster arbeitete er als Gastregisseur.
1985 bearbeitete er Oscar Wildes Roman Das Bildnis des Dorian Gray für die Bühne und inszenierte die Uraufführung am Studiotheater München.
1985 ging er als Spielleiter an die Vereinigten Städtischen Bühnen Krefeld  und Mönchengladbach (Intendanz Eike Gramss), wo er bis 1988 blieb. Seine wichtigsten Inszenierungen in dieser Zeit waren – neben Stücken von Bernhard, Hauptmann, Brecht und Molière -: Heinar Kipphardts Bruder Eichmann, Weiss’ Marat/Sade und Hans Magnus Enzensbergers Der Untergang der Titanic. Mit dem Dramaturgen Wolfgang Trevisany erstellte er eine Übertragung von Moliéres Eingebildetem Kranken. Zu Gastinszenierungen wurde er ans Landestheater Tübingen und ans Nationaltheater Mannheim eingeladen.
1988 führte er bei seinem Hörspiel Totenwache, einer Produktion des Hessischen Rundfunks selbst Regie. Das Stück war eine Reaktion auf den Reaktorunfall in Tschernobyl 1986. Als Sprecher fungierten Ulrike Bliefert und Jörg Hube.
Von 1988 bis 1992 holte ihn der Mannheimer Schauspieldirektor Nicolas Brieger als Oberspielleiter ans Nationaltheater Mannheim. Es entstanden die – vor allem auch überregional beachteten – Inszenierungen von Taboris Mein Kampf, Lenz’ Der Hofmeister (Urfassung), Büchners Woyzeck, Bernard-Marie Koltès’ Kampf des Negers und der Hunde, Fleißers Fegefeuer in Ingolstadt. Mit dem aus dem Banat stammenden, deutsch-rumänischen Dichter Johann Lippet erarbeitete er eine Übersetzung für seine Inszenierung von Molières Tartuffe.
Von 1992 bis 1996 inszenierte er als freier Schauspiel- und Opernregisseur am Schauspiel Köln (Wedekind Musik), am Düsseldorfer Schauspielhaus (Peter Turrini Alpenglühen, Uraufführung Joshua Sobol Schöner Toni u. a.) und am Schillertheater (Berlin). Am Staatstheater Darmstadt debütierte er als Opernregisseur mit Smetanas Die verkaufte Braut. Neben einer Inszenierung fürs Schauspiel (Lorca Dona Rosita bleibt ledig), brachte er dort eine weitere Operninszenierung heraus (Mozart Così fan tutte).
Von 1996 bis 2000 leitete er als Schauspieldirektor die Sparte Schauspiel am Nationaltheater Mannheim. Seine auffälligsten Inszenierungen in dieser Zeit waren – neben Stücken von Schiller, Shakespeare, Tschechow u. a. – Thomas Bernhards Am Ziel, Kleists Amphitryon und die Uraufführung von Albert Ostermaiers Tatar Titus. Für ein spartenübergreifendes Projekt am Nationaltheater Mannheim versuchte er sich mit seiner ersten Arbeit fürs Tanztheater und entwickelte die Choreographie für eines der Zehn Gebote (Ballettchef Philippe Talard). Für seine Inszenierungen übersetzte und bearbeitete er Tschechows Drei Schwestern und Onkel Wanja. In Hamburg (Deutsches Schauspielhaus) brachte er die Uraufführung von Werner Fritschs Pollock malt Hitler heraus.
Mitglieder seines Mannheimer Ensembles waren u. a. Nina Kunzendorf, Stephanie Eidt, Matthias Brandt, Jörg Hartmann, Peter Knaack und Matthias Neukirch. Als Regisseure, die seine „Ära“ prägten, engagierte er u. a. Johann Kresnik, Barbara Bilabel, Barbara Frey. Er griff die Tradition des „Theaterdichters“ auf – immerhin war Friedrich Schiller der erste aller „Mannheimer Theaterdichter“ gewesen – und belebte die Funktion neu. Die Position, die ein Stipendium und freie Wohnung beinhaltete und mit keinerlei Schreibzwang verbunden war, nahmen in seiner Direktionszeit Albert Ostermaier, Simone Schneider, Werner Fritsch und Feridun Zaimoglu ein. Zahlreiche Uraufführungen und Aufführungen dieser Schriftsteller, aber auch anderer zeitgenössischer Theaterautoren, waren ein markantes Kennzeichen seiner Theaterleitung.
Bevorzugte Bühnenbildner und Kostümbildnerinnen sind und waren – neben Thomas Armster, Hermann Feuchter, Tanja Liebermann und Uta Winkelsen – u. a. Manfred Dittrich, Mark Gläser, Uta Loher und Martin Zehetgruber.
Seit 2000 arbeitet Klimek als freier Opern- und Schauspielregisseur und auch als sein eigener Bühnenbildner. Außerdem schreibt er regelmäßig Kurzhörspiele für die Hörspielreihe Das Schreckmümpfeli des Schweizer Radios.
Schauspielinszenierungen entstanden seither u. a. am Deutschen Theater Berlin (Uraufführung Heiko Buhr Ausstand), am Schauspiel Bonn (Schnitzler Das weite Land), am Theater Krefeld/Mönchengladbach (Euripides Die Troerinnen) und am Schauspiel Essen.
Operninszenierungen gab es u. a. in Aachen (Weill Street Scene), in Bielefeld (Debussy Pelléas et Mélisande, Offenbach Die schöne Helena/La belle Hélène), am Opernhaus Dortmund (Mozart Die Zauberflöte), am Aaltotheater in Essen (Johann Strauss Eine Nacht in Venedig), in Gießen (Traetta Antigona, Puccini Madama Butterfly, Nino Rota Il cappello di paglia di Firenze, Bizet Carmen), am Pfalztheater in Kaiserslautern (Verdi Attila), in Koblenz (Webber Jesus Christ Superstar), am Theater in Krefeld/Mönchengladbach (Verdi Aida), für die Regionale 2004 im Bagno bei Steinfurt (Berg Wozzeck, Uraufführung der Fassung für Kammerorchester und Soli von Eberhard Kloke), am Staatstheater Nürnberg (Schostakowitsch Lady Macbeth von Mzensk, Janáček Jenůfa, Verdi La forza del destino, Gluck Alceste (Wiener Fassung)), am Prinzregententheater in München (Mozart So machen's alle oder Schnellkurs für Liebende (Così fan tutte)), am Staatstheater Braunschweig (Mozart Così fan tutte), am Staatstheater Oldenburg (Berg Wozzeck, Richard Strauss Ariadne auf Naxos), am Deutschen Nationaltheater Weimar (Mozart Così fan tutte), am Tiroler Landestheater Innsbruck (Janáček Jenůfa, Cilèa Adriana Lecouvreur), am Nationaltheater Belgrad (Richard Strauss Salome) und an der Wiener Volksoper (Mozart Così fan tutte).
Bühnenbilder schuf Klimek u. a. für Albees Wer hat Angst vor Virginia Woolf?, Alban Bergs Wozzeck (sowohl als Rauminstallation im Bagno bei Steinfurt als auch für die Bühne im Staatstheater Oldenburg), für Bizets Carmen, für Cilèas Adriana Lecouvreur, für Euripides’ Die Troerinnen (Deutsch von Bruno Klimek), für Debussys Pelléas et Mélisande, Händels Alcina, Janáčeks Jenůfa, Mozarts So machen's alle oder Schnellkurs für Liebende (Così fan tutte) (am Prinzregententheater in München), Puccinis Madama Butterfly, Traettas Antigona, W. Shawns Das Fieber, Richard Strauss’ Ariadne auf Naxos und Verdis Attila und Falstaff.
2010 betreute er die Uraufführung (18. November) seiner Ruhrlautsonate (eine Verneigung vor Kurt Schwitters’ Ursonate) im Pina Bausch Theater Essen.
Von 2005 bis 2009 hatte Klimek eine Vertretungsprofessur und einen Lehrauftrag für Szenischen Unterricht an der Opernschule der Hochschule für Musik in Karlsruhe inne, seit 2006 ist er Professor für Szenische Ausbildung im Studiengang Gesang/Musiktheater an der Folkwang Universität der Künste in Essen. Ab 2011 bis zu seiner Pensionierung 2024 leitete er dort als Dekan den Fachbereich Darstellende Künste, der die Studiengänge Schauspiel, Tanz, Gesang/Musiktheater, Musical, Physical Theatre und Regie umfasst.

## Auszeichnungen
- 2001: „Stern des Jahres“ der Abendzeitung Nürnberg für die Inszenierung am Staatstheater Nürnberg Lady Macbeth von Mzensk.
- 2007: „Theateroscar“ der Rheinischen Post Krefeld/Mönchengladbach für die Inszenierung Wer hat Angst vor Virginia Woolf?[16]
- 2016: Österreichischer Musiktheaterpreis in der Kategorie „Beste Regie“ für Adriana Lecouvreur am Tiroler Landestheater[17]

## Inszenierungen (Auswahl) plus °Bühnenbilder
- Poliakoff, STRAWBERRY FIELDS. Städtische Bühnen Nürnberg. 12.02.1982
- Fo/Rame, NUR KINDER KÜCHE KIRCHE. Wolfgang-Borchert-Theater Münster. 23.10.1982
- Kaiser, OKTOBERTAG. Städtische Bühnen Nürnberg. 05.12.1982
- Kroetz, NICHT FISCH NICHT FLEISCH. Städtische Bühnen Nürnberg. 04.12.1983
- Ludwig/Lücker, DICKE LUFT. Städtische Bühnen Nürnberg. 05.02.1984
- Süskind, DER KONTRABASS. Städtische Bühnen Nürnberg. 14.07.1984
- Kift/Ludwig, STÄRKER ALS SUPERMAN. Städtische Bühnen Nürnberg. 08.02.1985
- Klimek (nach Wilde), DAS BILDNIS DES DORIAN GRAY. Studiotheater München 13.04.1985
- Botho Strauß, KALLDEWEY.FARCE. Städtische Bühnen Nürnberg. 25.06.1985
- Kipphardt, BRUDER EICHMANN. Vereinigte Städt. Bü. KR-MG 02.10.1985 MG
- H.M.Enzensberger, DER UNTERGANG DER TITANIC. KR-MG 16.03.1986 Theaterzelt Krefeld
- P.Weiss, MARAT/SADE. Vereinigte Städt. Bühnen KR-MG. 07.09.1986 MG
- MOLIERES EINGEBILDETER KRANKER. Vereinigte Städt. Bühnen KR-MG. 16.12.1986 MG
- Hauptmann, DIE RATTEN. Vereinigte Städt. Bühnen KR-MG. 27.09.1987 MG
- Bernhard, VOR DEM RUHESTAND. Vereinigte Städt. Bühnen KR-MG. 26.11.1987 MG
- Hebbel, MARIA MAGDALENA. Nationaltheater Mannheim. 09.06.1988
- Tabori, MEIN KAMPF. Nationaltheater Mannheim. 16.11.1988
- Beckett, ENDSPIEL. Nationaltheater Mannheim. 15.03.1989
- Lenz, DER HOFMEISTER (Urfassung). Nationaltheater Mannheim. 02.07.1989
- Büchner, WOYZECK. Nationaltheater Mannheim. 01. bzw. 02.12.1989
- Mrozek, PORTRÄT. Nationaltheater Mannheim. 04.03.1990
- Bond, DIE SEE. Nationaltheater Mannheim. 24.06.1990
- Koltès, KAMPF DES NEGERS UND DER HUNDE. Nationaltheater Mannheim. 31.10.1990
- Shaw, HAUS HERZENSTOD. Nationaltheater Mannheim. 16.03.1991
- Hopkins, DIESE GESCHICHTE VON IHNEN. Nationaltheater Mannheim. 06.07.1991
- Fleißer, FEGEFEUER IN INGOLSTADT. Nationaltheater Mannheim. 07.12.1991
- Molière, TARTÜFF. Nationaltheater Mannheim. 30.04.1992
- Dorfman, DER TOD UND DAS MÄDCHEN. Düsseldorfer Schauspielhaus. 16.10.1992
- Wedekind, MUSIK. Schauspiel Köln. 22.01.1993
- T.Dorst, FERNANDO KRAPP HAT MIR DIESEN BRIEF GESCHRIEBEN. Schillertheater Berlin. 29.04.1993 Schloßparktheater
- Turrini, ALPENGLÜHEN. Düsseldorfer Schauspielhaus. 14.01.1994
- Sobol, SCHÖNER TONI (UA). Düsseldorfer Schauspielhaus. 12.06.1994
- Lorca, DOÑA ROSITA BLEIBT LEDIG. Staatstheater Darmstadt. 01.10.1994
- T.Dorst, DIE SCHATTENLINIE. Düsseldorfer Schauspielhaus. 23.03.1995
- Smetana, DIE VERKAUFTE BRAUT. Staatstheater Darmstadt. 20.05.1995
- Mozart, COSÌ FAN TUTTE. Staatstheater Darmstadt. 18.02.1996
- Schiller, DIE JUNGFRAU VON ORLÉANS. Nationaltheater Mannheim. 27.09.1996
- Bernhard, AM ZIEL. Nationaltheater Mannheim. 06.10.1996
- Tschechow, DER KIRSCHGARTEN. Nationaltheater Mannheim. 04.04.1997
- Schiller, MARIA STUART. Nationaltheater Mannheim. 03.10.1997
- Tschechow, DREI SCHWESTERN. Nationaltheater Mannheim. 29.03.1998
- Heiner Müller, DER AUFTRAG. Nationaltheater Mannheim. 20.06.1998 Bunker
- Kleist, AMPHITRYON. Nationaltheater Mannheim. 16.10.1998
- Tschechow, ONKEL WANJA. Nationaltheater Mannheim. 23.04.1999
- Albert Ostermaier, TATAR TITUS (UA). Nationaltheater Mannheim. 20.11.1999
- Shakespeare, DIE TRAGÖDIE VON KÖNIG RICHARD II. Nationaltheater Mannheim. 24.3.2000
- ° Werner Fritsch, POLLOCK MALT HITLER (UA). Deutsches Schauspielhaus Hamburg. 26.05.2000
- Heiko Buhr, AUSSTAND (UA). Deutsches Theater Berlin. 10.12.2000
- Schostakowitsch, LADY MACBETH VON MZENSK. Oper Nürnberg. 30.06.2001
- K.Weill, STREET SCENE. Theater Aachen. 28.09.2002
- Richard Strauss, SALOME. Narodno pozoriste u Beogradu (Nationaltheater Belgrad). 19.01.2003
- ° Tommaso Traetta, ANTIGONA. Oper Gießen. 22.02.2003
- Schnitzler, DAS WEITE LAND. Theater Bonn. 17.05.2003
- Janacek, JENUFA. Staatstheater Nürnberg. 25.10.2003
- ° Puccini, MADAME BUTTERFLY. Oper Gießen. 17.01.2004
- Nino Rota, IL CAPELLO DI PAGLIA DI FIRENZE. Oper Gießen. 24.04.2004
- ° Alban Berg, WOZZECK (UA Bearb. E.Kloke) Regionale 2004/Steinfurt. 18.06.2004
- Verdi, LA FORZA DEL DESTINO. Staatstheater Nürnberg. 17.10.2004
- Janacek, KATJA KABANOWA. Theater Trier. 18.12.2004
- ° Bizet, CARMEN. Oper Gießen. 12.02.2005
- Mozart, COSÌ FAN TUTTE. Staatstheater Braunschweig.  30.04.2005
- ° Alban Berg, WOZZECK. Staatstheater Oldenburg. 17.09.2005
- ° Debussy, PELLÉAS ET MÉLISANDE. Theater Bielefeld. 21.05.2006
- Mozart, COSÌ FAN TUTTE. Deutsches Nationaltheater Weimar. 01.12.2006
- ° Richard Strauss, ARIADNE AUF NAXOS. Staatstheater Oldenburg.  20.01.2007
- ° Albee, WER HAT ANGST VOR VIRGINIA WOOLF? Ver.Städt.Bü.KR-MG. 30.03.2007 MG
- Verdi, AIDA. Vereinigte Städt. Bühnen KR-MG. 07.09.2007 Krefeld
- ° Verdi, FALSTAFF. Folkwang Hochschule Essen. 08.12.2007 Neue Aula
- Gluck, ALCESTE (Wiener Fassung). Staatstheater Nürnberg. 08.03.2008
- Webber, JESUS CHRIST SUPERSTAR. Theater Koblenz. 10.05.2008
- Mozart, DIE ZAUBERFLÖTE. Theater Dortmund. 13.12.2008
- Tschaikowsky, PIQUE DAME. Hochschule für Musik Karlsruhe. 15.05.2009 Konzerthaus
- ° Euripides, DIE TROERINNEN. Vereinigte Städt. Bühnen KR-MG 04.12.2009 KR
- Klimek, RUHRLAUTSONATE (UA). Pina Bausch Theater (Folkwang UdK) 18.11.2010
- ° Händel, ALCINA. Folkwang Universität der Künste. 11.12.2010 Neue Aula
- ° Shawn, DAS FIEBER. Schauspiel Essen. 02.10.2011 Black Box
- Offenbach, DIE SCHÖNE HELENA/LA BELLE HÉLÈNE. Theater Bielefeld. 11.12.2011
- ° Janacek, JENUFA. Tiroler Landestheater Innsbruck. 24.03.2012
- ° Klimek, VERDER&WAGNI. Szenische Aktion für Stimmen und Tasten (UA). PBT 14.12.2013
- ° Cilèa, ADRIANA LECOUVREUR. Tiroler Landestheater Innsbruck. 07.02.2015
- Mozart, COSÌ FAN TUTTE. Volksoper Wien. 15.05.2015
- ° Poulenc, LA VOIX HUMAINE. Pina Bausch Theater (Folkwang UdK). 11.02.2016
- ° Verdi, ATTILA. Pfalztheater Kaiserslautern. 17.09.2016
- J. Strauß, EINE NACHT IN VENEDIG. Aalto-Musiktheater Essen. 03.06.2018
- ° Mozart, SO MACHEN’S ALLE oder SCHNELLKURS FÜR LIEBENDE. Prinzregententheater München. 28.11.2018
- ° Nach Peter Høeg, FRÄULEIN SMILLAS GESPÜR FÜR SCHNEE. Theater der Altstadt Stuttgart. 22.11.2019
- Carlo Ciceri/Giuseppe Verdi, L’ULTIMO SOGNO - DER LETZTE TRAUM. Annäherung an La Traviata (UA). Staatstheater Kassel. 19.09.2020
- Offenbach, AUF IHR WOHL, HERR BLUMENKOHL! Aalto-Musiktheater Essen. 02.06.2021

## Lehrtätigkeit
- Juli 2004 Leitung Workshop Internationales Opernstudio Nürnberg zu Die Fledermaus.
- 2005 bis 2009 Vertretungsprofessur und Lehrauftrag für Szenischen Unterricht an der Opernschule der Hochschule für Musik in Karlsruhe.
- Mai 2006 Workshop für Szenischen Unterricht im Bereich Gesang/Musiktheater an der Robert-Schumann-Hochschule in Düsseldorf.
- Seit 2006 Professur für Szenische Ausbildung im Studiengang Gesang/Musiktheater an der Folkwang Hochschule in Essen.
- Januar 2009 (Frankfurt) Workshop „Grundlagen szenischen Denkens und Agierens“ für treibhaus 0.8 (Aufbaustudium mit Volontariat für Konzeptioner).
- Juni 2009 „opera! SommerWerkStatt Musiktheater 2009“ mit Studierenden der Folkwang Hochschule Essen.
- November 2009 (Essen) Workshop „Grundlagen der Bühneninszenierung – Theorie und Praxis“ für treibhaus 0.8.
- Juni 2010 „opera! SommerWerkStatt Musiktheater 2010“ mit Studierenden der Folkwang Universität der Künste Essen.
- November 2010 (Frankfurt) Workshop „Grundlagen der Bühneninszenierung – Theorie und Praxis“ für treibhaus 0.8.
- November 2010 Leitung (zusammen mit Marion Digel) der Uraufführung der RUHRLAUTSONATE als interdisziplinäre Performance, realisiert von Studierenden aller Fachbereiche der Folkwang Universität der Künste Essen.
- Juni 2012 „opera! SommerWerkStatt Musiktheater 2012. Frauen und Männer als Männer und Frauen“ mit Studierenden der Folkwang Universität der Künste Essen.
- September 2012 Künstlerisch betreuender Dozent beim Jahresprojekt „Mythos. Moderne. Morgen.“ des Kollegs für Musik und Kunst in Montepulciano.
- Mai 2013 Szenisch-musikalische Meisterklasse an der Çukurova Üniversitesi Devlet Konservatuvarı in Adana mit türkischen Gesangsstudierenden.
- September 2013 Künstlerisch betreuender Dozent (u. a. Kurze praktische Einführung ins Beleuchtungswesen, Stadtbegehung unter dramaturgischen Gesichtspunkten) beim Jahresprojekt „Entfernung der Zeit“ des Kollegs für Musik und Kunst in Montepulciano.
- Dezember 2013 Leitung der interdisziplinären Szenischen Aktion für Stimmen und Tasten „Verder & Wagni oder der Rückzug der Musik in die Stille“ (Uraufführung der Lesefassung) mit Studierenden verschiedener Studiengänge des Fachbereichs Darstellende Künste der Folkwang Universität der Künste Essen.[18]
- September 2014 Künstlerisch betreuender Dozent (u. a. Kurze praktische Einführung ins Beleuchtungswesen, Stadtbegehung unter dramaturgischen Gesichtspunkten) beim Jahresprojekt „Über-Setzen“ des Kollegs für Musik und Kunst in Montepulciano.
- Juli 2015 „opera! SommerWerkStatt Musiktheater 2015. Drei Uraufführungen“ mit Studierenden aller Fachbereiche der Folkwang Universität der Künste Essen.
- September 2015 Künstlerisch betreuender Dozent (u. a. Kurze praktische Einführung ins Beleuchtungswesen, Stadtbegehung unter dramaturgischen Gesichtspunkten) beim Jahresprojekt „Kunst.Maschine.Kunst“ des Kollegs für Musik und Kunst in Montepulciano.
- September 2016 Künstlerisch betreuender Dozent (u. a. Kurze praktische Einführung ins Beleuchtungswesen, Stadtbegehung unter dramaturgischen Gesichtspunkten, Inszenierung La nascità del luce) beim Jahresprojekt „Renaissance: Proportion. Provokation. Politik“ des Kollegs für Musik und Kunst in Montepulciano.
- September 2017 Künstlerisch betreuender Dozent (u. a. Kurze praktische Einführung ins Beleuchtungswesen, Stadtbegehung unter dramaturgischen Gesichtspunkten) beim Jahresprojekt „Kunst ist Politik! Italien 1943–2017“ des Kollegs für Musik und Kunst in Montepulciano.
- September 2018 Künstlerisch betreuender Dozent (u. a. Kurze praktische Einführung ins Beleuchtungswesen, Stadtbegehung unter dramaturgischen Gesichtspunkten) beim Jahresprojekt „Labor der Künste“ des Kollegs für Musik und Kunst in Montepulciano.
- Mai 2019 Idee & Künstlerische Gesamtleitung FOLKWANG SHOWCASE 2019 bei den Ruhrfestspielen (Ruhrfestspiele Recklinghausen) mit Studierenden und Alumni der Folkwang Universität der Künste, Festspielhaus Kleines Haus, Recklinghausen.
- September 2019 Künstlerisch betreuender Dozent (u. a. Kurze praktische Einführung ins Beleuchtungswesen, Stadtbegehung unter dramaturgischen Gesichtspunkten) beim Jahresprojekt „Labor der Künste“ des Kollegs für Musik und Kunst in Montepulciano.
- September 2020 Künstlerisch betreuender Dozent beim Online-Jahresprojekt „Labor der Künste“ des Kollegs für Musik und Kunst.
- Juni 2021 Idee & Künstlerische Gesamtleitung FOLKWANG SHOWCASE 2021 bei den Ruhrfestspielen (Ruhrfestspiele Recklinghausen) mit Studierenden und Alumni der Folkwang Universität der Künste, Theater Marl.
- September 2021 Künstlerisch betreuender Dozent (u. a. Stadtbegehungen unter dramaturgischen Gesichtspunkten) beim Jahresprojekt „Labor der Künste“ des Kollegs der Künste in Montepulciano.

## Ausstellungen
- Mai 2002 bis Februar 2003 PiX.iT Ausstellung von Computergrafiken im Blauen Haus, Bad Dürkheim.
- Oktober 2003 bis Februar 2004 Jenufa. bruno klimek. PiX.iT Grafikausstellung im Foyer des Opernhauses Nürnberg.
- Mai bis Juni 2006 La recherche d’Yniold ou Une semaine du bonheur. Meditation über ein Thema in 77 Bildern. Präsentation von Fotoarbeiten („fictures“) im Theater am Alten Markt und als Installation in der Rudolf-Oetker-Halle, Bielefeld.
- 2008 Das Schweigegebot brechen. 2 Zyklen zu Mozarts Zauberflöte 1. Taminos Skizzenbuch 2. Aus Paminas Nachlass. Fundstücke. 27 Arbeiten auf Papier in Mischtechnik, ohne Titel. Präsentation im Opernhaus Dortmund.
- Februar bis Dezember 2014 der heimholer. sieben konzepte auf papier zur flüchtlingsproblematik in österreich. 7 Objekte unter Glasrahmenträger DIN A4. Galerie „H.O.“, Linke Wienzeile 42, Wien.

## Veröffentlichungen seit 2000 (Auswahl)
- Kritik der phallokratischen Vernunft. Eine Polemik. Nürnberg 2001
- Zanderröllchen & Zabaione. Kurzhörspiel. Produktion Schweizer Radio DRS, Erstsendung 9. November 2009, 10:34 Min.
- Euripides, Die Troerinnen. Ins Deutsche übertragen von Bruno Klimek. Erstaufführung am 4. Dezember 2009 in Krefeld, Vereinigte Städtische Bühnen Krefeld Mönchengladbach.
- Das Handy. Kurzhörspiel. Produktion Schweizer Radio DRS, Erstsendung 18. Januar 2010, 11:20 Min.
- Das Verhör. Kurzhörspiel. Produktion Schweizer Radio DRS, Erstsendung 26. April 2010, 9:15 Min.
- Drei auf einen Streich. Kurzhörspiel. Produktion Schweizer Radio DRS, Erstsendung 31. Mai 2010, 9:35 Min.
- Im Dunkeln. Kurzhörspiel. Produktion Schweizer Radio DRS, Erstsendung 26. Juli 2010, 9:44 Min.
- Auf der Couch. Kurzhörspiel. Produktion Schweizer Radio DRS, Erstsendung 29. November 2010, 10:49 Min.
- Kopfstimme. Kurzhörspiel. Produktion Schweizer Radio DRS, Erstsendung 13. Dezember 2010, 9:21 Min.
- Ruhrlautsonate in vier sätzen für eine oder mehrere stimmen zum sprechensingenhustenheulen. Uraufführung am 18. November 2010 im Pina Bausch Theater, Essen.
- Talkshow. Kurzhörspiel. Produktion SRF, Erstsendung 27. Juli 2011, 10:36 Min.
- Der Weg über die Brücke. Kurzhörspiel. Produktion SRF, Erstsendung 19. September 2011, 8:46 Min.
- Alles beim Alten. Kurzhörspiel. Produktion SRF, Erstsendung 17. Oktober 2011, 8:12 Min.
- Die schöne Helena. Szenen und deutsche Dialoge zur Musik von Jacques Offenbach. Nach dem Libretto von Henri Meilhac und Ludovic Halévy. Erstaufführung 11. Dezember 2011 Theater Bielefeld.
- Einer fehlt. Kurzhörspiel. Produktion SRF, Erstsendung 9. Januar 2012, 8:31 Min.
- Verder & Wagni oder der Rückzug der Musik in die Stille. Opera buffa in sieben Situationen. Libretto. Frankfurt 2013.
- Ein grausiger Fund. Kurzhörspiel. Produktion SRF, Erstsendung 24. Juni 2013, 10:05 Min.
- Die Heckwelle. Kurzhörspiel. Produktion SRF, Erstsendung 8. September 2014, 7:55 Min.
- Quersumme Neun. Kurzhörspiel. Produktion SRF, Erstsendung 27. Oktober 2014, 8:50 Min.
- Sprechen Sie nach dem Signalton. Kurzhörspiel. Produktion SRF, Erstsendung 23. März 2015, 10:25 Min.
- Am Drücker. Kurzhörspiel. Produktion SRF, Erstsendung 8. August 2016, 5:54 Min.
- Schneemänner. Produktion SRF, Erstsendung 12. Dezember 2016, 8:20 Min.
- Blaues Wunder. Produktion SRF, Erstsendung 27. März 2017, 8:32 Min.
- Caracas. Produktion SRF, Erstsendung 29. Mai 2017, 10:35 Min.
- Die Lösung. Produktion SRF, Erstsendung 1. Januar 2018, 8:53 Min.
- Hängepartie. Produktion SRF, Erstsendung 9. Juli 2018, 7:26 Min.
- Vor der Tür. Produktion SRF, Erstsendung 12. November 2018, 7:40 Min.
- Frühstück. Produktion SRF, Erstsendung 11. März 2019, 9:53 Min.
- Bis zum Hals. Produktion SRF, Erstsendung 28.10.2019, 8:55 Min.
- Gebrochene Herzen. Produktion SRF, Erstsendung 09.12.2019, 8:50 Min.
- Auf Ihr Wohl, Herr Blumenkohl! Farce zur Musik von Jacques Offenbach, Mozart und Rossini u. a. Nach Offenbachs Monsieur Choufleuri restera chez lui le .... Erstaufführung 2. Juni 2021 Aalto-Musiktheater Essen.